# Ladumyrtjärnen (Lycksele socken, Lappland)
Ladumyrtjärnen är en sjö i Lycksele kommun i Lappland och ingår i Umeälvens huvudavrinningsområde.